# François Guillaume de Castelnau de Clermont-Lodève
François Guillaume de Castelnau de Clermont-Lodève, ou parfois François Guilhem de Castelnau-Clermont-Lodève, est un prélat français, cardinal, né en 1480 à Clermont-Lodève et mort en 1540 à Avignon.

## Biographie
François Guillaume de Castelnau de Clermont-Lodève est le fils de Pierre Tristan, baron de Castelnau-Bretenoux et de Clermont-Lodève (ancien nom de Clermont-l'Hérault), et de Catherine d'Amboise, sœur du cardinal Georges d'Amboise. Il est l'oncle de son successeur à l'évêché de Saint-Pons Jacques de Castelnau de Clermont-Lodève, de Antoine-Charles de Vesc  et de  Claude d'Oraison, évêques de Castres.
Archidiacre de l'église de Narbonne, évêque de Saint-Pons-de-Thomières en novembre 1501 avec dispense d'âge, il fut élu le 22 juin 1502 par le chapitre métropolitain archevêque de Narbonne, n'étant encore que diacre. Il fut confirmé la même année par le pape Alexandre VI, qui, en lui accordant la dispense d'âge, lui permit de conserver un canonicat et une prébende dans l'église d'Albi, la prévôté de Beaumont et deux prieurés en commende.
Il obtint aussi, peu de temps après, le prieuré de Notre-Dame-du-Parc, de l'ordre de Grandmont, dans le diocèse de Rouen.
Il fut créé cardinal-diacre par Jules II au titre de Saint-Adrien le 29 novembre 1503 et transféré à l'archevêché d'Auch après la mort de Jean de La Trémoïlle, en 1507. Il redevint évêque de Saint-Pons-de-Thomières en 1511, jusqu'en 1514. Ambassadeur du roi Louis XII auprès du pape, il fut arrêté et incarcéré au château Saint-Ange en 1511 lorsque Jules II se déclara contre le roi de France.
Nommé par Léon X son légat à Avignon, puis évêque de Valence, siège qu'il permuta vers 1530 avec Antoine de Vesc pour celui d'Agde, qu'il conserva jusqu'à sa mort. Il fut enfin pour la troisième fois évêque de Saint-Pons-de-Thomières de 1534 à 1539, au moment où lui succéda son neveu Jacques de Castelnau-Clermont-Lodève.
Il eut en commende les abbayes de Jumièges de 1505 à 1510, de Saint-Aphrodise de Béziers, de Villemagne (une première fois donnée par Alexandre VI le 2 août 1499, puis une seconde de 1521 jusqu'à au moins septembre 1528). Il avait été nommé par le pape abbé de Saint-Thibéry, contre Jean Dupuy, élu par les moines. Il semble qu'il n'entra jamais en possession de cette abbaye mais qu'il ait plutôt pris la commende de celle de Notre-Dame de Bonneval de 1534 jusqu'à sa mort.
Le 5 août 1515, le cardinal-légat établit six religieux célestins au couvent de Gentilly, à Sorgues avec une rente de 600 florins. Le 26 août 1530, il augmenta la mense du couvent par l'achat de la grange des Ramières à Monteux à laquelle, il ajouta une terre de 26 salmées 6 éminées, quartier du Clos, devant le château de Sorgues. Il prit aussi à sa charge la construction de la nef de l'église conventuelle dont les frais s'élevèrent à 1 872 florins 5 sols 6 deniers. Puis, il fit construire et sépulture du côté droit de l'autel pour y être inhumé. Le couvent des Célestins de Sorgues reçut aussi de lui une chapelle d’argent et trois ornements, blanc, rouge et noir.
Il mourut en 1540 doyen du Sacré Collège et fut inhumé au couvent des Célestins d'Avignon laissant une considérable fortune.

## Sources
- Dom Claude Devic, dom Joseph Vaissète, Histoire générale de Languedoc, vol. IV, Toulouse, Privat, 1876 (réimp. 2003) (ISBN 978-2-84575-165-1 et 2-84575-165-6)
- J. Juillet, Les 38 barons de Castelnau, Saint-Yrieix-la-Perche, Impr. Fabregue, 1971.